# Dark Star (chanson)
Pour les articles homonymes, voir Dark Star (homonymie).
Dark Star  est une chanson du groupe de rock Grateful Dead. Les paroles ont été écrites par Robert Hunter et la musique a été composée par le guitariste Jerry Garcia, mais elle est aussi créditée à Phil Lesh, Bill Kreutzmann, Mickey Hart, Ron « Pigpen » McKernan et Bob Weir,et Tom Constanten. En concert, Dark Star est un classique du répertoire du groupe, servant fréquemment de support à des improvisations de plusieurs dizaines de minutes ; la version parue sur Live/Dead  est longue de 23 minutes.
La musique a été composée par Jerry Garcia en mai 1967 ; Robert Hunter n'a écrit les paroles que plusieurs mois plus tard, aussitôt après avoir entendu la composition de Garcia.
Dark Star est sortie en 45 tours en 1968, avec Born Cross-Eyed, chanson écrite par le guitariste Bob Weir, en face B. Le disque « a coulé comme une pierre » selon Phil Lesh.
Durant les années 1968-1974, le morceau constitue, dans un premier temps, une pierre angulaire du répertoire de scène du groupe, puis, à partir du 18 octobre 1974, il est abandonné jusqu'au 31 décembre 1978, puis jusqu'au 30 mars 1994, exécuté une douzaine de fois par an en concert, avec, lors de chaque modification de composition de groupe, des changements dans l'approche du morceau.

## Dans les albums duGrateful Dead
| Dick's Picks (année de sortie) | Road Trips | Europe '72: The complete Recordings | Dave's Picks | Autres                                                       |
| ------------------------------ | ---------- | ----------------------------------- | ------------ | ------------------------------------------------------------ |
| Volume 2 (1995)                |            |                                     |              | Live/Dead (1969)                                             |
| Volume 4 (1996)                |            |                                     |              | Two From The Vault (1992)                                    |
| Volume 7 (1997)                |            |                                     |              | Grayfolded (1996)                                            |
| Volume 11 (1998)               |            |                                     |              | So Many Roads (1965-1995) Box Set (1999)                     |
| Volume 14 (1999) Jam           |            |                                     |              | Ladies and Gentleman... The Fillmore East, April 1971 (2000) |
| Volume 16 (2000                |            |                                     |              | View From The Vault Volume II (2001)                         |
| Volume 19                      |            |                                     |              | Nightfall Of Diamonds (2001)                                 |
| Volume 22 (2001)               |            |                                     |              | Stepping OUt Wtih the Grateful Dead England 1972 (2002)      |
| Volume 26 (2002)               |            |                                     |              | The Closing Of Winterland (2003)                             |
| Volume 27 (2002)               |            |                                     |              | Rocking The Rhein With The Grateful Dead (2004)              |
| Volume 28 (2003)               |            |                                     |              | The Grateful Dead Movie Soundtrack (2005)                    |
| Volume 36 (2005)               |            |                                     |              | Formely The Warlocks                                         |